# Mohammed Marzooq
Mohammed Marzooq Abdulla Mohammed Al-Matroushi (Al Ain, 23 gennaio 1989) è un calciatore emiratino, difensore dell'Shabab Al-Ahli e della Nazionale emiratina.

## Palmarès
- Etisalat Emirates Cup: 1

Al Shabab: 2010-2011
- Coppa dei Campioni del Golfo: 1

Al Shabab: 2011
- Supercoppa degli Emirati Arabi Uniti: 1

Al-Ahli: 2020, 2023
- Campionato emiratino: 2

Shabab Al-Ahli: 2022-2023, 2024-2025